# Judanowka (obwód woroneski)
Judanowka (ros. Юдановка) – wieś w Rosji, w obwodzie woroneskim, w rejonie bobrowskim. W 2010 liczyła 611 mieszkańców.